# Hugh MacDonald
Pour les articles homonymes, voir MacDonald.
Cet article possède un paronyme, voir Hugh Macdonald.
Hugh MacDonald, né le 4 avril 1817 à Bridgeton (Glasgow) et mort le 16 mars 1860, est un journaliste, poète et auteur écossais. Il écrit pour le journal Glasgow Citizen pendant de nombreuses années sous le nom de plume de « Caleb ». Il est surtout connu pour son livre Rambles Round Glasgow, publié en 1854 par Thomas Murray and Son.

## Biographie
Hugh MacDonald naît à Bridgeton (Glasgow) le 4 avril 1817,. Il fait partie d'une famille de onze enfants. Ses parents ont quitté les Highlands pour trouver du travail dans l'industrie textile de Glasgow, et son père travaille comme teinturier à l'usine Monteith and Company dans le quartier de Barrowland. Il commence à travailler comme « tearer » (assistant junior) dans la même usine à l'âge de sept ans. Il est apprenti imprimeur à l'usine de calicots de Barrowfield et tient brièvement une épicerie en 1848. Après la faillite du magasin, il travaille comme imprimeur au bloc de bois pour Harrow, McIntyre and Co. de Colinslie (Paisley). Il continue d'abord à vivre à Bridgeton et se rend chaque jour à pied à Paisley pour travailler, avant de s'installer temporairement à Paisley.
MacDonald est membre du City Club, un rassemblement littéraire et artistique qui se réunit à la Bank Tavern de Glasgow, et est un membre fondateur de la Ramblers Association.
Vers 1840, MacDonald se lance dans l'écriture. Il soutient le mouvement chartiste et commence par écrire des poèmes et des articles pour des publications chartistes telles que le Chartist Circular,. En 1847, il se fait connaître du public en écrivant une lettre au Glasgow Citizen pour défendre la poésie de Robert Burns contre une attaque du révérend George Gilfillan de Dundee. MacDonald est un grand admirateur de Burns et le cite abondamment dans ses écrits.
James Hedderwick, rédacteur en chef du Glasgow Citizen, l'invite alors à écrire pour le journal. MacDonald rejoint l'équipe du journal en 1849. Il écrit des articles sous le pseudonyme de Caleb, dont beaucoup traitent de questions sociales ou politiques, mais c'est sa série de carnets de voyage à Glasgow, publiée sur une période de trois ans, qui lui vaut sa notoriété. Ces « randonnées » dans la campagne autour de Glasgow sont rassemblées dans un livre, Rambles Round Glasgow, en 1854, que MacDonald dédie à Hedderwick. Le livre est très populaire et connait plusieurs éditions. MacDonald publie Days at the Coast en 1857, un récit de voyage sur les lieux du Firth of Clyde, qui est également bien accueilli.
MacDonald devient sous-rédacteur du Glasgow Citizen. Il écrit ensuite pour le Glasgow Morning Journal et le Glasgow Sentinel, et est rédacteur en chef du Glasgow Times,.
MacDonald se marie deux fois. Sa première femme, Agnes, meurt un an après leur mariage, en même temps que leur nouveau-né. Sa seconde épouse, Alison, est demoiselle d'honneur au mariage d'Agnes et de Hugh MacDonald. Agnes n'a pas d'enfant vivant, mais Alison a un fils et quatre filles avec Hugh MacDonald.
MacDonald tombe malade au printemps 1860 après une expédition à Castlemilk pour faire des recherches sur le livre qu'il prévoit de publier, Footsteps of the Year. Il meurt le 16 mars 1860 à l'âge de 42 ans, et est enterré au Southern Necropolis (en). Sa femme Alison et leurs cinq enfants lui survivent.

## Ouvrages
- Rambles Round Glasgow, 1854
- Days at the Coast, 1857
- Poems and Songs of Hugh MacDonald, 1864

## Mémoriaux
- Une fontaine commémorative de MacDonald se trouve sur Glasgow Green, l'endroit où il a fait sa première "promenade". Elle se trouve à l'origine sur Gleniffer Braes, à Paisley, mais est déplacée à Glasgow Green en 1881. La fontaine est conçue par John Mossman et financée par le Glasgow Ramblers Club[6].
- Un perron commémoratif se dresse sur Gleniffer Braes, à Paisley, l'endroit où se trouve une autre "ramble". Il est en 1883 par la Paisley Old Weavers Society.
- L'une des entrées de Glasgow Green est connue sous le nom de "Hugh MacDonald's Gate". Elle se trouve à l'angle de King's Drive et d'Arcadia Street. Une dalle à cet endroit commémore son livre Rambles Round Glasgow (Randonnées autour de Glasgow).